# Alcis mendeli
Alcis mendeli är en fjärilsart som beskrevs av Williams 1950. Alcis mendeli ingår i släktet Alcis och familjen mätare. Inga underarter finns listade i Catalogue of Life.